# Dwingeloo 2
Dwingeloo 2 é uma pequena galáxia irregular, localizada a aproximadamente 9.3 milhões de anos-luz de distância da Terra. Dwingeloo 2 orbita em torno de Dwingeloo 1, assim como NGC 5195 orbita em torno da Galáxia do Rodamoinho (M51).
Dwingeloo 2 foi descobrta como uma rádio-emissão qualquer da linha de 21 centrímetros de hidrogênio atômico (conhecido pelos astrônomos como HI, que significa hidrogênio nêutro), no mesmo curso de observações acabaram descobrindo também Dwingeloo 1. Dwingeloo 1 e Dwingeloo 2 são membros do Grupo IC 342/Maffei.